# Football Club Forlì 2014-2015
Questa voce raccoglie le informazioni riguardanti il Football Club Forlì nelle competizioni ufficiali della stagione 2014-2015.

## Stagione
Nella stagione 2014-2015 il Forlì ha disputato il venticinquesimo campionato di terza serie della sua storia, il primo dal 1983, prendendo parte alla nuova divisione unica istituita dalla Lega Pro. Per il Forlì si è trattato di un altro campionato tormentato. La stagione inizia con Roberto Rossi sulla panca biancorossa, ma dopo 18 gare, una prima del giro di boa, il tecnico viene esonerato e sostituito con Richard Vanigli. Vittorioso a Pisa l'esordio del nuovo allenatore, quindi arrivano una lunga serie di risultati negativi, anche la testa di Vanigli cade, e sulla panchina del Forlì arriva Aldo Firicano, che non farà miracoli. La salvezza sfuma nei Play-out sfuma contro la Pro Piacenza (2-1) al Garilli e (0-0) al Morgagni. Due i giocatori forlivesi in doppia cifra, con 12 reti Daniele Melandri e con 10 reti Emilio Docente. 
A fine stagione scoppia il caso della combine tra Teramo s Savona, i cui vertici societari vengono squalificati. Il verdetto toglie la promozione in Serie B al Teramo e fa retrocedere il Savona in Serie D, con conseguente salvezza dei Galletti forlivesi. Poi la sentenza viene ribaltata, ed il Forlì si ritrova in Serie D.

## Divise e sponsor
Il fornitore ufficiale di materiale tecnico per la stagione 2014-2015 è stato Macron, mentre lo sponsor ufficiale è stato Dorelan.
| 1ª divisa | 2ª divisa |

## Organigramma societario
Area direttiva
- Presidente: Romano Conficconi (fino all'11 novembre 2014), poi Stefano Fabbri[2]
- Vice presidenti: Davide Bellini e Pellegrino Castellucci
- Consiglieri: Giampaolo Brunelli, Alessandro Buccioli, Elio Gurioli e Werther Tesei
- Direttore generale: Lorenzo Pedroni (fino all'8 marzo 2015)[3]
- Segretario generale: Silvio Poli
- Responsabile amministrativo: Michele Bertaccini
- Responsabile organizzativo: Claudio Casadei
- Ufficio stampa: Gianluca Dall'Oro

Area tecnica
- Direttore sportivo: Massimiliano Menegatti (fino al 27 dicembre 2014)[4]
- Direttore tecnico: Daniele Arrigoni (dal 30 dicembre 2014)[5]
- Allenatore: Roberto Rossi, poi Richard Vanigli (dal 30 dicembre 2014)[5], poi Aldo Firicano (dal 10 marzo 2015)[6]
- Allenatore in seconda: Richard Vanigli, poi Simone Groppi (dal 31 dicembre 2014)[7]
- Collaboratore tecnico: Paolo Baffoni
- Preparatore dei portieri:
- Preparatore atletico: Cristian Cortini
- Magazzinieri: Gino Balelli, Camillo Gabelli ed Enzo Pasini

Settore giovanile
- Responsabili: Gianluca Baldini e Arturo Vianello
- Allenatore Berretti: Marco Scozzoli

Area sanitaria
- Responsabile: Giancarlo Battistini
- Massofisioterapista: Luca Cornazzani

## Rosa
| N. |                      | Ruolo | Calciatore         |
| -- | -------------------- | ----- | ------------------ |
|    | Italia (bandiera)    | P     | Riccardo Casadei   |
|    | Italia (bandiera)    | P     | Francesco Scotti   |
|    | Italia (bandiera)    | D     | Leo Angeli         |
|    | Italia (bandiera)    | D     | Leonardo Arrigoni  |
|    | Italia (bandiera)    | D     | Fabio Catacchini   |
|    | Italia (bandiera)    | D     | Mirko Drudi        |
|    | Italia (bandiera)    | D     | Enrico Fantini     |
|    | Italia (bandiera)    | D     | Simone Fantoni     |
|    | Italia (bandiera)    | D     | Nicholas Guidi     |
|    | Italia (bandiera)    | C     | Christian Jidayi   |
|    | Italia (bandiera)    | D     | Andrea Pastore     |
|    | Italia (bandiera)    | D     | Fabio Reato        |
|    | Italia (bandiera)    | A     | Tommaso Arrigoni   |
|    | Italia (bandiera)    | C     | Ayoub Benhya       |
|    | Italia (bandiera)    | C     | Davide Bisoli (II) |
|    | Italia (bandiera)    | C     | Riccardo Casini    |
|    | Argentina (bandiera) | C     | Maximiliano Cejas  |

| N. |                   | Ruolo | Calciatore           |
| -- | ----------------- | ----- | -------------------- |
|    | Serbia (bandiera) | C     | Marco Đurić          |
|    | Italia (bandiera) | C     | Zaccaria Hamlili     |
|    | Italia (bandiera) | C     | Giacomo Pettarin     |
|    | Italia (bandiera) | C     | Dario Spadaro        |
|    | Italia (bandiera) | C     | Pasquale Turi        |
|    | Italia (bandiera) | A     | Alessandro Albonetti |
|    | Italia (bandiera) | A     | Andrea Bolelli       |
|    | Italia (bandiera) | A     | Emilio Docente       |
|    | Italia (bandiera) | A     | Francesco Forte      |
|    | Italia (bandiera) | A     | Nicola Capellini     |
|    | Italia (bandiera) | A     | Stefano Castellani   |
|    | Italia (bandiera) | A     | Ettore Gliozzi       |
|    | Italia (bandiera) | A     | Daniele Melandri     |
|    | Italia (bandiera) | A     | Francesco Morga      |
|    | Italia (bandiera) | A     | Marco Rosafio        |
|    | Italia (bandiera) | A     | Paolo Rrapaj         |

## Risultati

### Campionato

#### Girone di andata
| Arbitro: | Baroni (Firenze) |

|             |           |  |
| Docente 23’ | Marcatori |  |

| Arbitro: | Maggioni (Lecco) |

|                                   |           |  |
| Bini 5’ Porcino 12’ Schiavini 66’ | Marcatori |  |

| Arbitro: | Vesprini (Macerata) |

|  |           |              |
|  | Marcatori | 61’ Lapadula |

| Arbitro: | Proietti (Terni) |

|            |           |             |
| Guidone 7’ | Marcatori | 3’ Melandri |

| Arbitro: | Zanonato (Vicenza) |

|                          |           |                            |
| Hamlili 18’ F. Forte 89’ | Marcatori | 49’ Castagnetti 67’ Merini |

| Arbitro: | Dionisi (L'Aquila) |

|                    |           |                         |
| Pichlmann 55’, 58’ | Marcatori | 69’ (rig.), 73’ Docente |

| Arbitro: | Amabile (Vicenza) |

|              |           |  |
| Melandri 44’ | Marcatori |  |

| Arbitro: | Balice (Termoli) |

|                |           |                         |
| Catacchini 79’ | Marcatori | 52’ G. Tulli 69’ Parodi |

| Arbitro: | Massimi (Termoli) |

|                                       |           |                            |
| Ingrosso 18’ Colombo 34’ Gargiulo 65’ | Marcatori | 48’ Melandri 73’ C. Jidayi |

| Arbitro: | Panarese (Lecce) |

|           |           |  |
| Cejas 28’ | Marcatori |  |

| Arbitro: | Fanton (Lodi) |

|                                            |           |              |
| Rubino 31’ (rig.) Dametto 89’ Fanucchi 90’ | Marcatori | 56’ Melandri |

| Arbitro: | Perotti (Legnano) |

|                          |           |            |
| Fantoni 15’ Melandri 59’ | Marcatori | 74’ Loviso |

| Arbitro: | Rossi (Rovigo) |

|                                               |           |  |
| Perez 29’ Chiricò 72’ Mengoni 78’ Carpani 80’ | Marcatori |  |

| Arbitro: | Valiante (Nocera Inferiore) |

|           |           |  |
| Drudi 42’ | Marcatori |  |

| Arbitro: | Mancini (Fermo) |

|                          |           |                |
| Cesaretti 79’ Grassi 90’ | Marcatori | 49’ Castellani |

| Arbitro: | Tardino (Milano) |

|                           |           |                              |
| F. Forte 21’ M. Đurić 50’ | Marcatori | 8’ Pacilli 71’ (rig.) Corapi |

| Arbitro: | Pillitteri (Palermo) |

|                    |           |               |
| Spadafora 89’, 90’ | Marcatori | 7’ Castellani |

| Arbitro: | Pagliardini (Arezzo) |

|             |           |  |
| Docente 82’ | Marcatori |  |

| Arbitro: | Rasia (Bassano del Grappa) |

|  |           |              |
|  | Marcatori | 67’ Melandri |

#### Girone di ritorno
| Arbitro: | Prontera (Bologna) |

|                |           |  |
| Sinigaglia 19’ | Marcatori |  |

| Forlì 17 gennaio 2015, ore 17:00 CET 21ª giornata | Forlì            | 0 – 0 referto | Pro Piacenza | Stadio Tullo Morgagni\| Arbitro: \| Ranaldi (Tivoli) \| |
| Arbitro:                                          | Ranaldi (Tivoli) |               |              |                                                         |

| Arbitro: | Sassoli (Arezzo) |

|                                  |           |             |
| Lapadula 26’ Donnarumma 69’, 76’ | Marcatori | 70’ Rosafio |

| Arbitro: | Paolini (Ascoli Piceno) |

|  |           |                    |
|  | Marcatori | 4’, 15’ Falconieri |

| Arbitro: | Boggi (Salerno) |

|              |           |              |
| N. Galli 58’ | Marcatori | 63’ Melandri |

| Arbitro: | Guarino (Caltanissetta) |

|             |           |            |
| Docente 42’ | Marcatori | 67’ Fofana |

| Arbitro: | Martinelli (Roma) |

|                            |           |             |
| Falzerano 45’ Anastasi 55’ | Marcatori | 22’ Docente |

| Ancona 28 febbraio 2015, ore 16:00 CET 27ª giornata | Ancona         | 0 – 0 referto | Forlì | Stadio Del Conero\| Arbitro: \| Bertani (Pisa) \| |
| Arbitro:                                            | Bertani (Pisa) |               |       |                                                   |

| Arbitro: | Fiorini (Frosinone) |

|  |           |                |
|  | Marcatori | 33’ C. Colombo |

| Arbitro: | Proietti (Terni) |

|                       |           |  |
| F. Forte 7’ Pizza 37’ | Marcatori |  |

| Arbitro: | Marinelli (Tivoli) |

|                         |           |                          |
| Docente 45’ Fantoni 51’ | Marcatori | 13’, 81’ (rig.) Fanucchi |

| Arbitro: | Rasia (Bassano del Grappa) |

|                        |           |           |
| Loviso 54’, 77’ (rig.) | Marcatori | 71’ Drudi |

| Arbitro: | Serra (Torino) |

|                         |           |             |
| Docente 48’, 58’ (rig.) | Marcatori | 45’ Chiricò |

| Arbitro: | D'Apice (Arezzo) |

|                                    |           |  |
| Finotto 4’ Cottafava 45’ Togni 84’ | Marcatori |  |

| Arbitro: | Mantelli (Brescia) |

|                            |           |                |
| Melandri 27’ Capellini 51’ | Marcatori | 90’ Libertazzi |

| Arbitro: | Colarossi (Roma) |

|  |           |                          |
|  | Marcatori | 19’ Docente 75’ Melandri |

| Arbitro: | Marini (Roma) |

|               |           |              |
| Capellini 16’ | Marcatori | 57’ Scappini |

| Arbitro: | Di Martino (Teramo) |

|                                         |           |                  |
| Musetti 22’ Sensi 38’ (rig.) Varone 89’ | Marcatori | 59’ (rig.) Morga |

| Arbitro: | Lanza (Nichelino) |

|                                                               |           |            |
| Melandri 15’, 52’, 55’ Morga 18’ (rig.) M. Beretta 33’ (aut.) | Marcatori | 23’ Caponi |

### Play-out
| Arbitro: | Cifelli (Campobasso) |

|                                        |           |              |
| Matteassi 44’ D. Alessandro 62’ (rig.) | Marcatori | 35’ Arrigoni |

| Forlì 30 maggio 2015, ore 17:00 CEST Ritorno | Forlì              | 0 – 0 referto | Pro Piacenza | Stadio Tullo Morgagni\| Arbitro: \| Illuzzi (Molfetta) \| |
| Arbitro:                                     | Illuzzi (Molfetta) |               |              |                                                           |

### Coppa Italia Lega Pro

#### Girone D
| Arbitro: | Bichisecchi (Livorno) |

|              |           |           |
| F. Forte 26’ | Marcatori | 39’ Sensi |

| Arbitro: | Schirru (Nichelino) |

|              |           |  |
| Fioretti 51’ | Marcatori |  |

## Statistiche

### Statistiche di squadra
| Competizione          | Punti | In casa | In casa | In casa | In casa | In casa | In casa | In trasferta | In trasferta | In trasferta | In trasferta | In trasferta | In trasferta | Totale | Totale | Totale | Totale | Totale | Totale | DR  |
| Competizione          | Punti | G       | V       | N       | P       | Gf      | Gs      | G            | V            | N            | P            | Gf           | Gs           | G      | V      | N      | P      | Gf     | Gs     | DR  |
| --------------------- | ----- | ------- | ------- | ------- | ------- | ------- | ------- | ------------ | ------------ | ------------ | ------------ | ------------ | ------------ | ------ | ------ | ------ | ------ | ------ | ------ | --- |
| Lega Pro              | 43    | 19      | 9       | 6       | 4       | 25      | 18      | 19           | 2            | 4            | 13           | 16           | 37           | 39     | 11     | 10     | 17     | 41     | 55     | -14 |
| Play-out              | -     | 1       | 0       | 1       | 0       | 0       | 0       | 1            | 0            | 0            | 1            | 1            | 2            | 2      | 0      | 1      | 1      | 1      | 2      | -1  |
| Coppa Italia Lega Pro | -     | 1       | 0       | 1       | 0       | 1       | 1       | 1            | 0            | 0            | 1            | 0            | 1            | 2      | 0      | 1      | 1      | 1      | 2      | -1  |
| Totale                | -     | 20      | 9       | 7       | 4       | 26      | 19      | 22           | 2            | 5            | 15           | 17           | 40           | 42     | 11     | 13     | 19     | 43     | 59     | -16 |

### Statistiche dei giocatori
| Giocatore      | Lega Pro | Lega Pro | Lega Pro    | Lega Pro   | Play-out | Play-out | Play-out    | Play-out   | Coppa Italia Lega Pro | Coppa Italia Lega Pro | Coppa Italia Lega Pro | Coppa Italia Lega Pro | Totale   | Totale | Totale      | Totale     |
| Giocatore      | Presenze | Reti     | Ammonizioni | Espulsioni | Presenze | Reti     | Ammonizioni | Espulsioni | Presenze              | Reti                  | Ammonizioni           | Espulsioni            | Presenze | Reti   | Ammonizioni | Espulsioni |
| -------------- | -------- | -------- | ----------- | ---------- | -------- | -------- | ----------- | ---------- | --------------------- | --------------------- | --------------------- | --------------------- | -------- | ------ | ----------- | ---------- |
| L. Angeli      | -        | -        | -           | -          | -        | -        | -           | -          | 1                     | 0                     | 1                     | 0                     | 1        | 0      | 1           | 0          |
| L. Arrigoni    | 17       | 0        | 2           | 2          | -        | -        | -           | -          | 1                     | 0                     | 0                     | 0                     | 18       | 0      | 2           | 2          |
| T. Arrigoni    | 23       | 0        | 3           | 0          | 2        | 1        | 1           | 0          | 2                     | 0                     | 0                     | 0                     | 27       | 1      | 4           | 0          |
| A. Benhya      | 1        | 0        | 0           | 0          | -        | -        | -           | -          | -                     | -                     | -                     | -                     | 1        | 0      | 0           | 0          |
| D. Bisoli (II) | 1        | 0        | 1           | 0          | -        | -        | -           | -          | -                     | -                     | -                     | -                     | 1        | 0      | 1           | 0          |
| A. Bolelli     | 1        | 0        | 0           | 0          | -        | -        | -           | -          | -                     | -                     | -                     | -                     | 1        | 0      | 0           | 0          |
| N. Capellini   | 8        | 2        | 2           | 0          | 2        | 0        | 0           | 0          | 2                     | 0                     | 0                     | 0                     | 12       | 2      | 2           | 0          |
| R. Casadei     | 3        | -4       | 1           | 0          | -        | -        | -           | -          | -                     | -                     | -                     | -                     | 3        | -4     | 1           | 0          |
| R. Casini      | 21       | 0        | 8           | 0          | 2        | 0        | 1           | 0          | 2                     | 0                     | 0                     | 0                     | 25       | 0      | 9           | 0          |
| S. Castellani  | 25       | 2        | 3           | 0          | -        | -        | -           | -          | -                     | -                     | -                     | -                     | 25       | 2      | 3           | 0          |
| F. Catacchini  | 34       | 1        | 9           | 1          | 2        | 0        | 1           | 0          | 1                     | 0                     | 0                     | 0                     | 37       | 1      | 10          | 1          |
| M. Cejas       | 17       | 1        | 1           | 0          | -        | -        | -           | -          | 2                     | 0                     | 1                     | 0                     | 19       | 1      | 2           | 0          |
| E. Docente     | 28       | 10       | 11          | 1          | -        | -        | -           | -          | 1                     | 0                     | 1                     | 0                     | 29       | 10     | 12          | 1          |
| M. Drudi       | 34       | 2        | 12          | 1          | 2        | 0        | 1           | 0          | 1                     | 0                     | 0                     | 0                     | 37       | 2      | 13          | 1          |
| M. Đurić       | 19       | 1        | 2           | 0          | -        | -        | -           | -          | 2                     | 0                     | 1                     | 0                     | 21       | 1      | 3           | 0          |
| E. Fantini     | 25       | 0        | 12          | 1          | -        | -        | -           | -          | 1                     | 0                     | 0                     | 0                     | 26       | 0      | 12          | 1          |
| S. Fantoni     | 24       | 2        | 5           | 0          | 2        | 0        | 0           | 0          | 2                     | 0                     | 2                     | 0                     | 28       | 2      | 7           | 0          |
| F. Forte       | 16       | 2        | 1           | 0          | -        | -        | -           | -          | 2                     | 1                     | 1                     | 0                     | 18       | 3      | 2           | 0          |
| E. Gliozzi     | 2        | 0        | 0           | 0          | -        | -        | -           | -          | -                     | -                     | -                     | -                     | 2        | 0      | 0           | 0          |
| N. Guidi       | 17       | 0        | 5           | 2          | -        | -        | -           | -          | 2                     | 0                     | 0                     | 0                     | 19       | 0      | 5           | 2          |
| Z. Hamlili     | 25       | 1        | 7           | 0          | 2        | 0        | 1           | 0          | -                     | -                     | -                     | -                     | 27       | 1      | 8           | 0          |
| C. Jidayi      | 16       | 1        | 5           | 0          | 2        | 0        | 0           | 0          | -                     | -                     | -                     | -                     | 18       | 1      | 5           | 0          |
| D. Melandri    | 35       | 12       | 4           | 0          | 2        | 0        | 0           | 0          | 1                     | 0                     | 0                     | 0                     | 38       | 12     | 4           | 0          |
| F. Morga       | 14       | 2        | 1           | 0          | 2        | 0        | 1           | 0          | -                     | -                     | -                     | -                     | 16       | 2      | 2           | 0          |
| A. Pastore     | 12       | 0        | 3           | 2          | 2        | 0        | 1           | 0          | -                     | -                     | -                     | -                     | 14       | 0      | 4           | 2          |
| G. Pettarin    | 28       | 0        | 7           | 1          | 2        | 0        | 0           | 0          | 2                     | 0                     | 0                     | 0                     | 32       | 0      | 7           | 1          |
| F. Reato       | 3        | 0        | 2           | 1          | -        | -        | -           | -          | -                     | -                     | -                     | -                     | 3        | 0      | 2           | 1          |
| M. Rosafio     | 16       | 1        | 2           | 0          | 2        | 0        | 1           | 0          | -                     | -                     | -                     | -                     | 18       | 1      | 3           | 0          |
| P. Rrapaj      | 1        | 0        | 0           | 0          | -        | -        | -           | -          | -                     | -                     | -                     | -                     | 1        | 0      | 0           | 0          |
| F. Scotti      | 35       | -51      | 5           | 0          | 2        | -2       | 0           | 0          | 2                     | -2                    | 0                     | 0                     | 39       | -55    | 5           | 0          |
| D. Spadaro     | -        | -        | -           | -          | -        | -        | -           | -          | 1                     | 0                     | 0                     | 0                     | 1        | 0      | 0           | 0          |
| P. Turi        | 24       | 0        | 4           | 0          | -        | -        | -           | -          | -                     | -                     | -                     | -                     | 24       | 0      | 4           | 0          |